# Wulfénite
La wulfénite est une espèce minérale composée de molybdate de plomb de formule PbMoO4 avec des traces : W;Ca;V;As;Cr;W;Ti.

## Inventeur et étymologie
La première trace écrite, en 1772, revient à Ignaz von Born qui signale cette espèce sous le nom de Plumbum spatosum flavo-rubrum. De nombreux auteurs compléteront la description, notamment le minéralogiste autrichien Franz Xaver von Wulfen en 1785. C'est la description de Wilhelm Karl Ritter von Haidinger en 1845 qui fait référence: il a dédié l'espèce à Franz Xaver von Wulfen.

## Topotype
Bleiberg, Schwarzenbach, Carinthie, Autriche.

## Synonymie
- Carinthite : allusion à la région du topotype
- Mélinose (Beudant 1832) [5] étymologie du grec mélinos, mélisse ; issu de méli, miel ; pour la couleur de ce minéral.
- Plomb jaune (Romé de Lisle 1783) [6]
- Plomb molybdaté (Haüy 1801)[7]

## Variétés
- Calcowulfénite : Variété de wulfénite riche en calcium qui se substitue au plomb pour un ratio de 1/1,7 [8]
- Chillagite (Ullman 1912) [9] : Variété de wulfénite riche en tungstène, un temps considéré comme une espèce elle est déclassée au rang de variété. Le nom est inspiré du gisement topotype : Christmas Gift Mine, Chillagoe, Chillagoe-Herberton District, Queensland, Australie.

Synonymie : Lyonite (F. Krantz 1912) Initialement dédiée à D. Lyon.
- Chromowulfénite (Schrauf 1871) [11]: Variété de wulfénite riche en chrome.
- Éosite (Schrauf 1871) : Variété de wulfénite riche en vanadium[12].

## Cristallographie
- Paramètres de la maille conventionnelle : {\displaystyle a} = 5,435 Å, {\displaystyle c} = 2,11 Å ; Z = 4 ; V = 357,72 Å3
- Densité calculée = 6,82 g cm−3

## Cristallochimie
- Elle forme une série avec la stolzite.
- Elle appartient au groupe de la scheelite

### Groupe de la scheelite
Le groupe de la scheelite comprend des minéraux du système tétragonal de formule générique AXO4.
- A pouvant être un cation divalent (Ca, Pb)
- X le Mo ou W

Ce groupe comprend :
- Powellite Ca[MoO4]
- Raspite Pb[WO4]
- Scheelite Ca[WO4]
- Wulfénite Pb[MoO4]

## Galerie

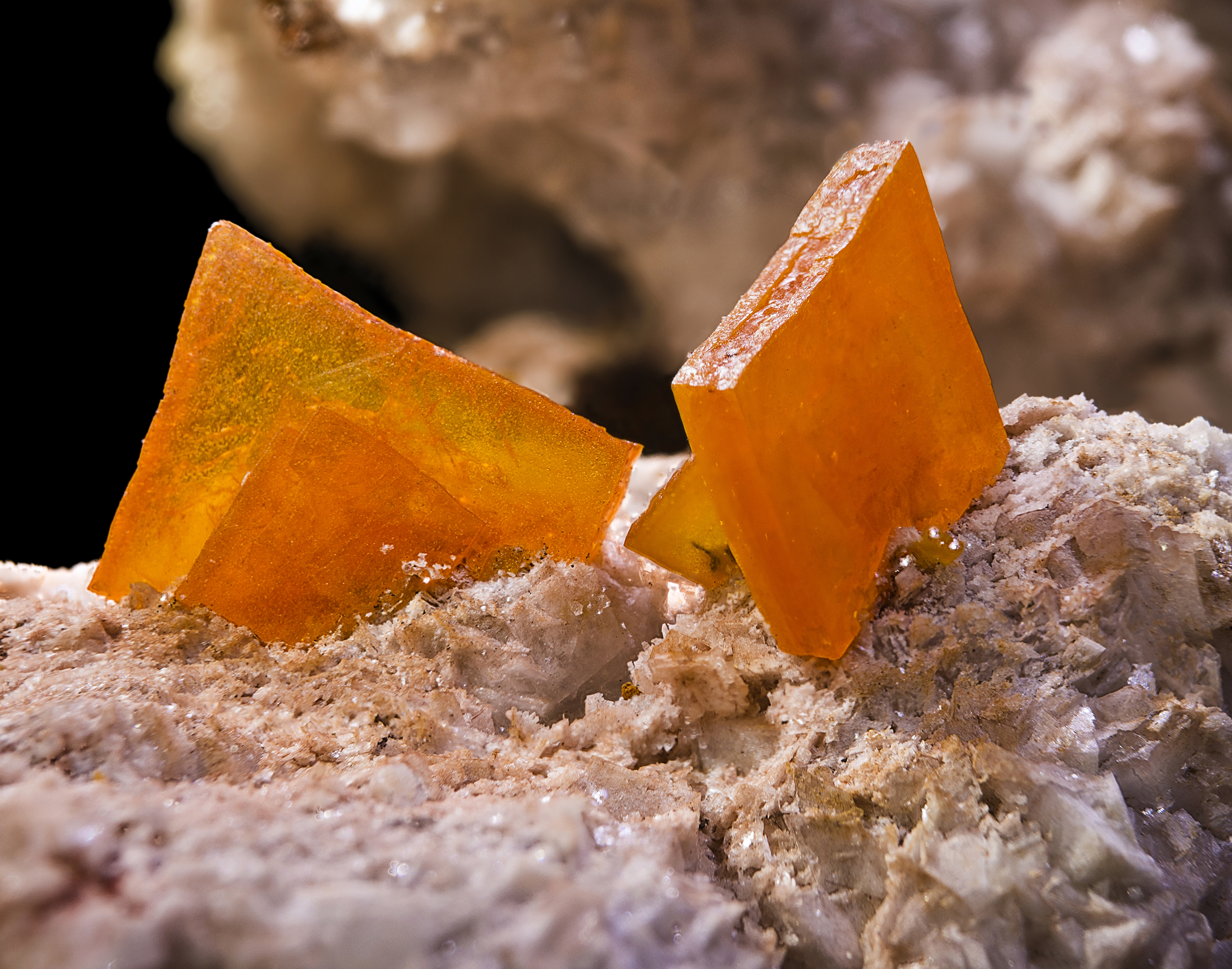
Wulfénite à Chihuahua (Mexique)
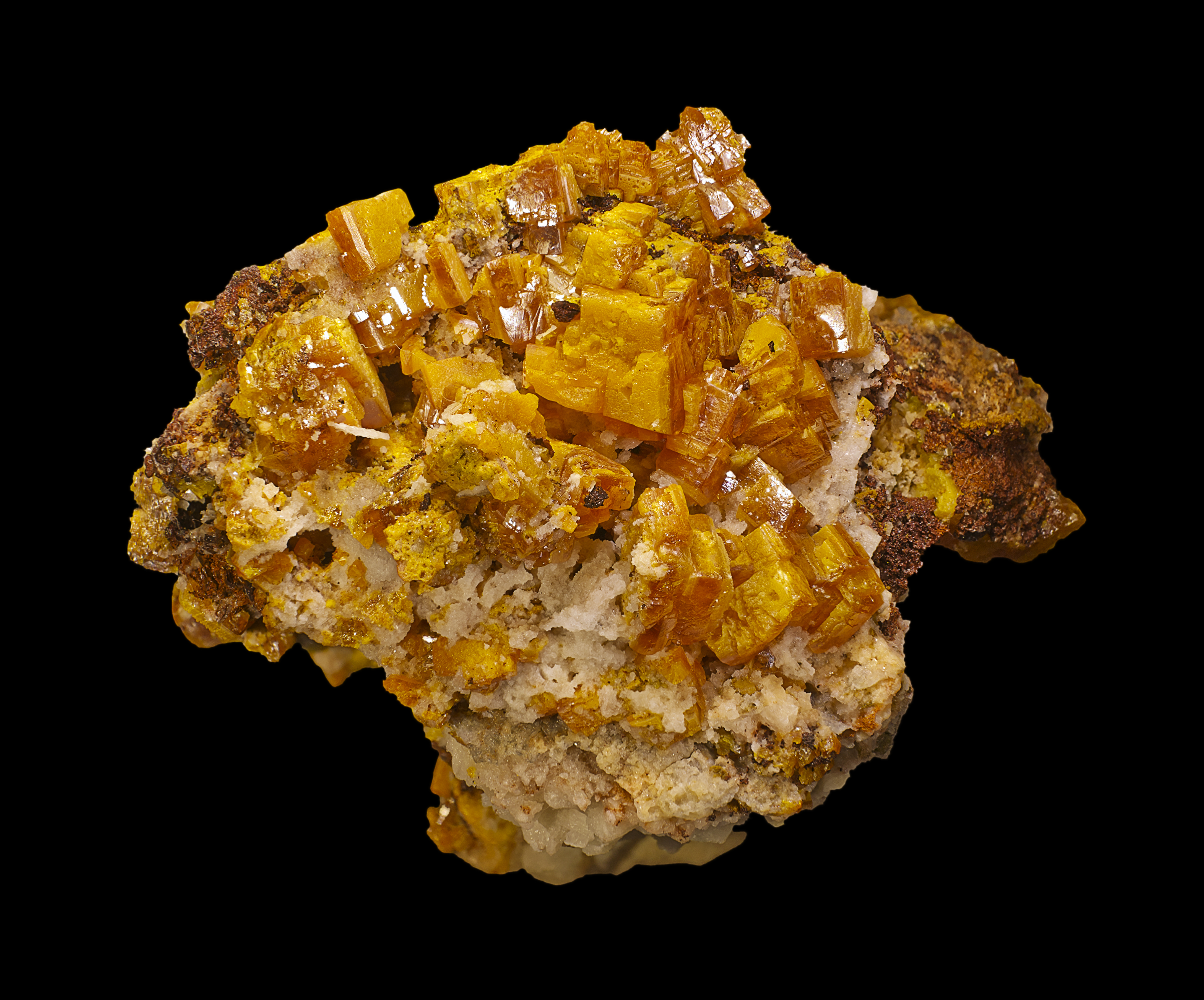
Wulfénite (Gard, France)
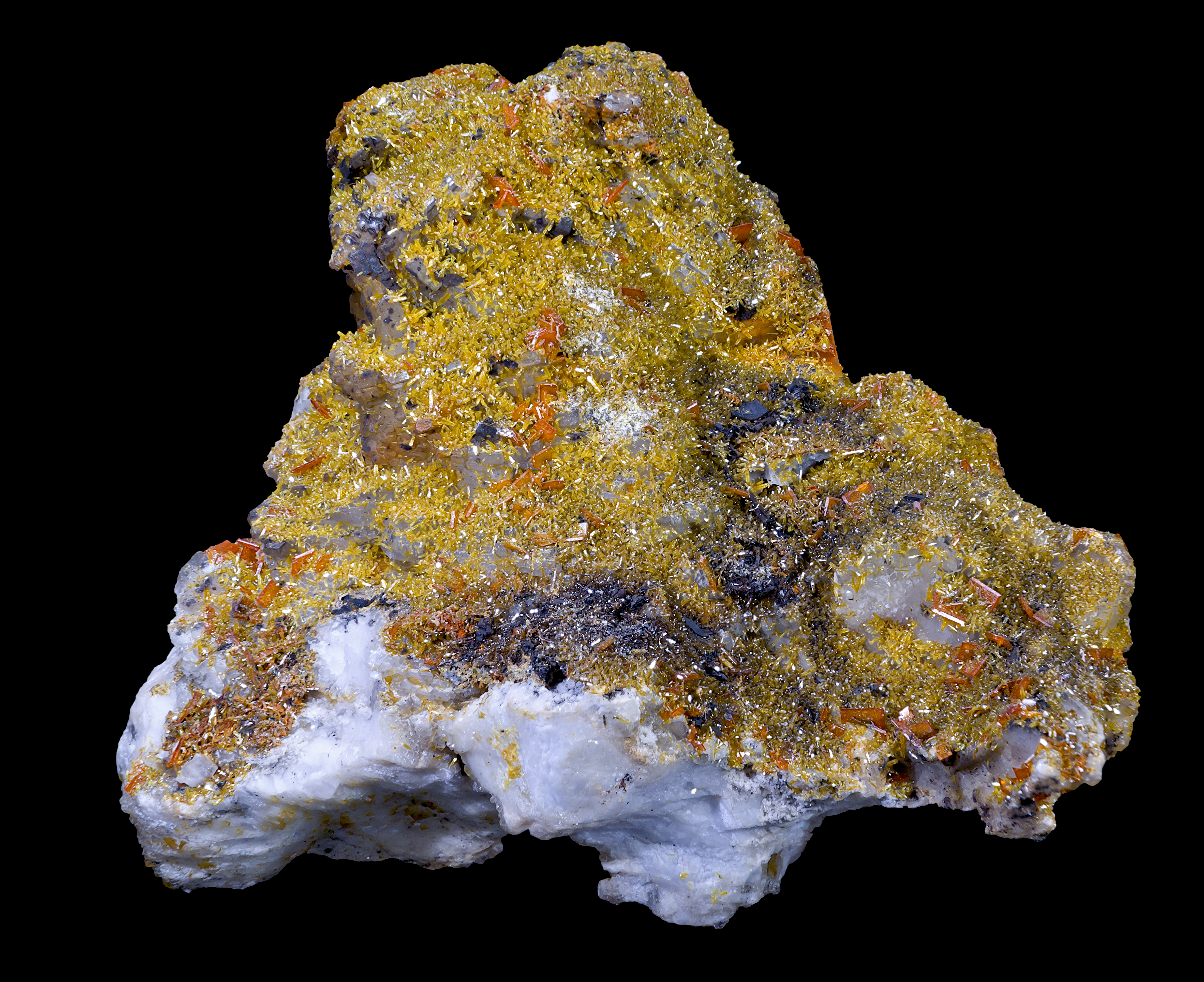
Wulfénite à Ussel (Corrèze, France)
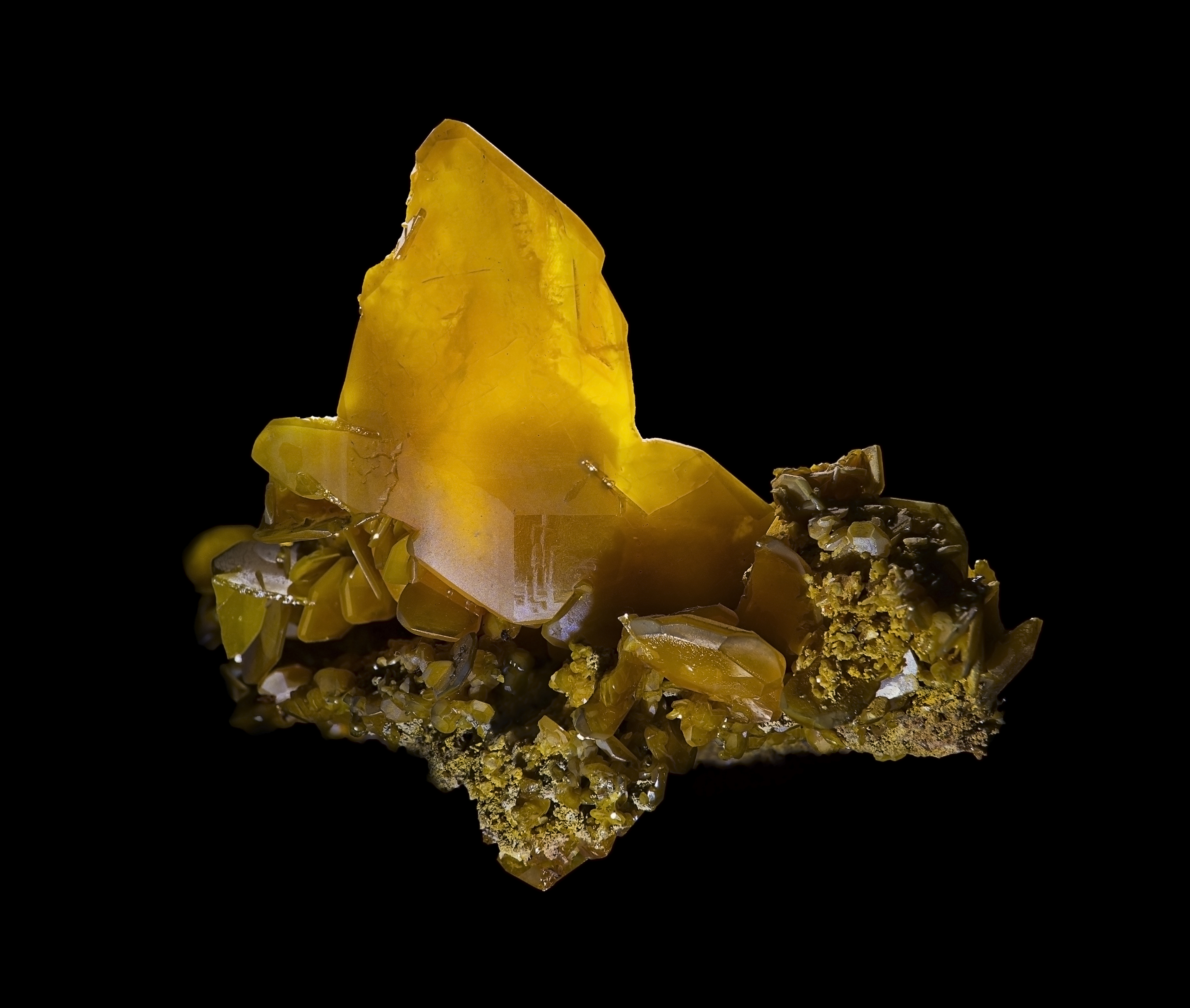
Monocrital de 5 cm à Touissit (Maroc)
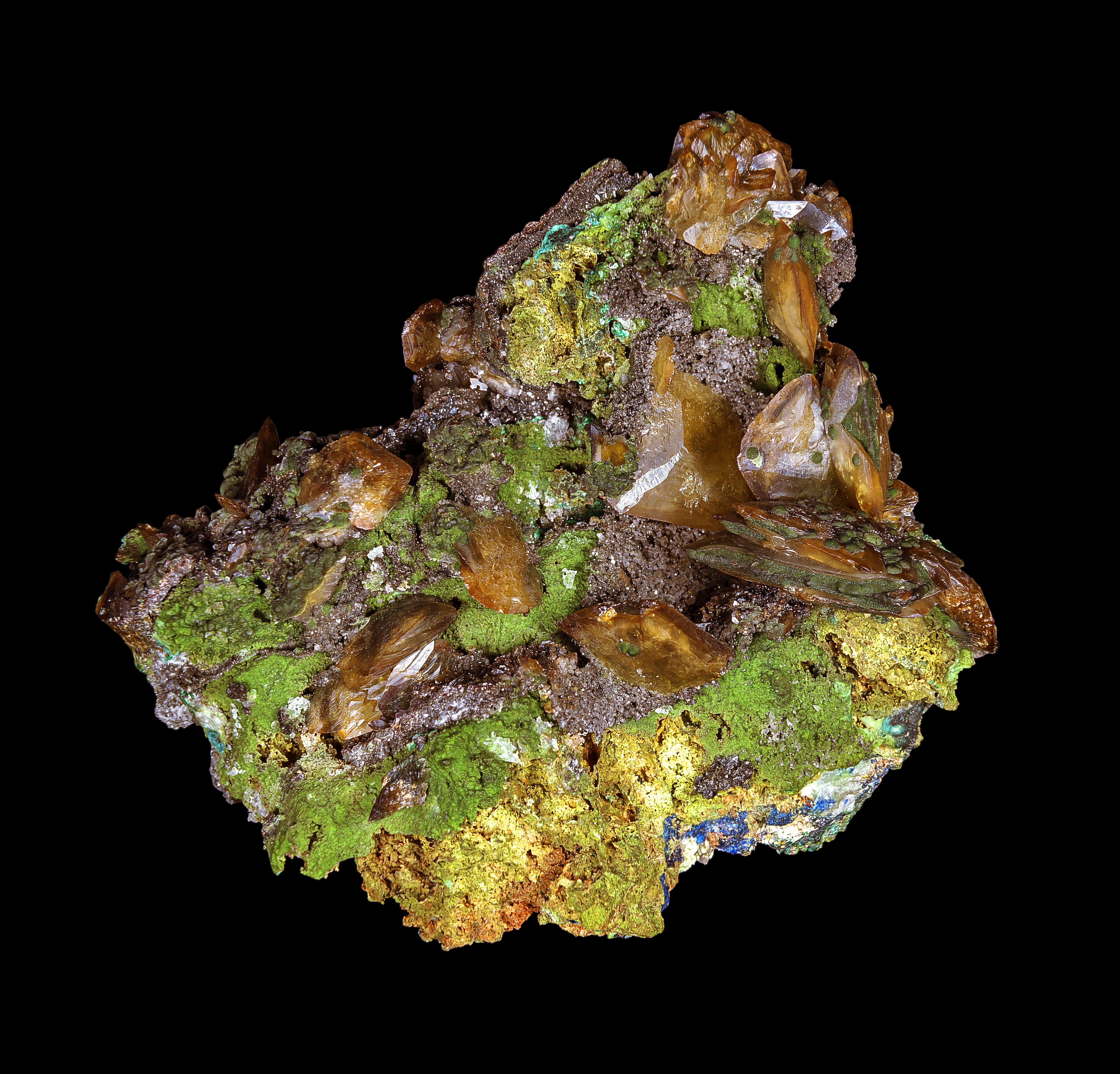
Wulfénite sur duftite à Tsumeb (Namibie)
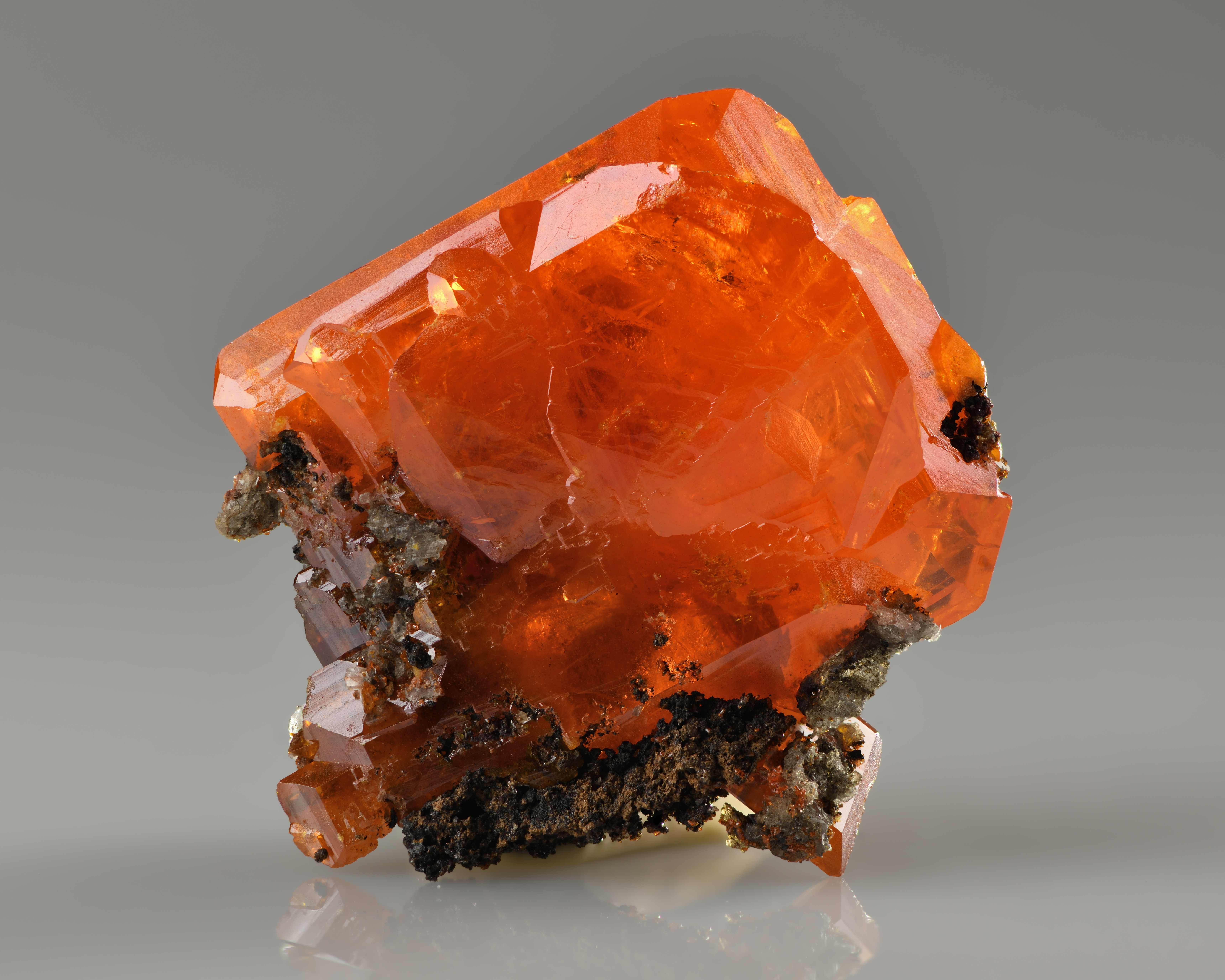
Cristaux de wulfénite, mine d'Arizona.

## Gîtologie
Minéral secondaire de la zone d'oxyréduction des gisements de plomb ou de molybdène, où il est accompagné de pyromorphite, de vanadinite, de cérusite.

## Gisements remarquables
- Australie

Christmas Gift Mine, Chillagoe, Chillagoe-Herberton District, Queensland pour la variété chilagite.
- Autriche

Bleiberg, Schwarzenbach, Carinthie (Topotype)
- France

Mine des Farges, Ussel, Corrèze, Limousin 
- Maroc

Mine de Mibladen, sous-région de Midelt, Province de Khénifra, Meknès-Tafilalet
Touissit Région Oriental
- Namibie

Mine de Tsumeb (Tsumcorp Mine), Tsumeb, Région d’Otjikoto (Oshikoto)

## Critères de détermination
Au chalumeau, décrépite, la couleur devient plus foncée mais s'éclaircit au refroidissement, fond aisément. Avec le sel de phosphore, donne une perle vert jaune en flamme oxydante et vert foncé en flamme réductrice (présence de molybdène).

## Utilisations
La wulfénite est un minerai secondaire de molybdène.